# Trichaeta thyretiformis
Trichaeta thyretiformis là một loài bướm đêm thuộc phân họ Arctiinae, họ Erebidae.